# Форт Нассау (Гайана)
Форт Нассау (нидерл. Fort Nassau) — фортификационное сооружение, выполнявшее роль столицы голландской колонии Бербис (ныне — территория Гайаны). Располагался на реке Бербис в 88 км (55 миль) вверх по течению от Нью-Амстердама.

## Основание
Примерно в 1627 году голландский колонист Абрахим ван Пере запросил в Зеландской палате Голландской Вест-Индской компании разрешение основать поселение на реке Бербис. В первую очередь он предполагал выращивать здесь экспортные культуры, такие как сахар, табак и хлопок, а также добывать полезные ископаемые. В обмен на получение разрешения Голландская Вест-Индская компания затребовала от ван Пере одну пятую часть добытых золота, серебра и драгоценных камней.
Ван Пере построил форт в 55 милях от устья реки Бербис, который назвал Нассау в честь принца Оранского Морица Нассауского.

## Описание
Деревянный форт, окружённый по периметру частоколом, отличался большим каменным двухэтажным зданием. На первом этаже располагались зал заседаний и церковный зал, на втором размещались губернатор колонии, командующий войсками и секретариат. В казармах форта размещалось порядка 60 солдат.

## Развитие
Поселение вблизи форта стало довольно успешным торговым пунктом. Голландцы закупали здесь ножи, ткани, табак, сахар. Африканских рабов было немного; большую часть черновой работы выполняли взятые в плен местными индейцами и проданные голландцам представители других племён.
В 1712 году форт был сожжён французами при их оккупации колонии в ходе войны за испанское наследство, однако позднее был восстановлен голландцами. При восстании рабов в 1763 году с целью предотвращения захвата форта по приказу губернатора колонии ван Хогенайма он был разрушен.

## Упадок
В 1785 году поселение Форт-Нассау было заброшено в пользу более перспективного Форт-Синт-Андриса, появившегося ниже по течению у слияния рек Бербис и Канье. Новое поселение со временем разрослось до города, который был назван Ньив-Амстердамом (нидерл. Nieuw Amsterdam), а в настоящее время известен как Нью-Амстердам (англ. New Amsterdam).

## Современность
В 1999 году Гайанским правительством руины форта были объявлены национальным памятником, и в настоящее время проводятся работы по их сохранению.